# غار مرپله قدیم
غار مرپله قدیم مربوط به دوران پارینه‌سنگی میانی است و در شهرستان کوهدشت، بخش مرکزی، دهستان گل گل، روستای پاآسین (پای آستان) واقع شده و این اثر در تاریخ ۲۸ اسفند ۱۳۸۵ با شمارهٔ ثبت ۱۸۸۰۶ به‌عنوان یکی از آثار ملی ایران به ثبت رسیده است.